# Псилоциба напівланцетовидна
Псилоцибе напівланцетовидна (Psilocybe semilanceata) — гриб роду псилоцибе (Psilocybe). Містить алкалоїди псилоцибін та псилоцин, які мають психоактивні властивості. Зустрічається на всій території України.

## Будова та розповсюдження
Невеликий пластинчастий гриб. Шапинка конічної форми діаметром 5—25 мм, висота перевищує ширину, на вершині шапинки невеликий пагорб, край може бути трохи завернутий, поверхня гладка, слизова. Забарвлення від кремового до коричневого з оливковим відтінком в залежності від віку гриба та навколишніх умов. Пластини забарвлені від темно-сірого до чорного кольорів з білим краєм. Ніжка довга, світліша за шапинку, тонка міцна та гнучка. Може бути гладкою чи з лусокою, без обведення. Розріз м'якуша синіє. Спори овальні, пурпурно-коричневі.

## Поширення та середовище існування
Зустрічається на полях, що зрошуються, купинах.

## Практичне використання

### Дія на організм
Псилоцибе напівланцетовидна — має психоделічну дію зумовлену алкалоїдами псилоцибіном та псилоцином, подібну до дії ЛСД. При вживанні грибів дія алкалоїдів починається через 25—40 хвилин та виражається неприємними відчуттями у шлунку, тремтінням та відчуттям холоду. Змінюються відчуття простору та часу, спостерігається синестезія, тунельний зір, гіпо- та гіпертермія, надчутливість, занурення у спогади, часто пов'язані з травматичними досвідами. Такий стан триває кілька годин, після чого інтоксикація повільно спадає.
Гриб не є отруйним, летальна доза в кілька сотень разів перевищує ефективну дозу.
Згідно з українським законодавством, псилоцибін та псилоцин, які містяться у Psilocybe semilanceata відносять до психотропних речовин. Їхнє зберігання, продаж та використання тягне за собою кримінальну відповідальність. Проте законодавством не забороняється продаж спор грибів для вирощування з метою колекціонування.